# شهرستان ساری‌آغاج
شهرستان ساری‌آغاج (به قزاقی: Сарыағаш ауданы، سارىاعاش اۋدانى) یک شهرستان در قزاقستان است که در استان ترکستان واقع شده‌است.
ساری‌آغاج (در تلفظ قزاقی ساری‌آغاش) به معنی «درخت زرد» است.

## خصوصیات
شهرستان ساری‌آغاج ۳۰۳٬۰۱۹ نفر جمعیت دارد.